# K-19 – Showdown in der Tiefe
K-19 – Showdown in der Tiefe (Originaltitel: K-19: The Widowmaker, englisch für „K-19: Der Witwenmacher“) ist ein Film aus dem Jahr 2002, der auf historische Ereignisse aus der Zeit des Kalten Kriegs Bezug nimmt.
Erzählt wird die über Jahrzehnte geheim gehaltene Geschichte des sowjetischen Atom-U-Boots K-19. Der Film legt weitgehend Wert auf Authentizität und zeigt die technischen und organisatorischen Mängel der verfrüht in Dienst gestellten Technik. Hintergrundthema ist auch die Kritik an den politischen Systemen in Ost und West. Der Film blieb kommerziell hinter den Erwartungen zurück.

## Handlung

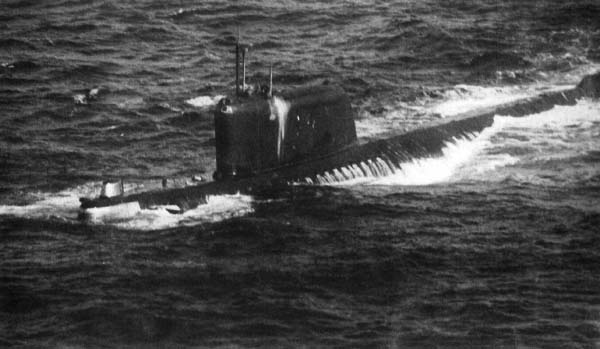
Das echte sowjetische U-Boot K-19

Im Juni 1961 erhält der sowjetische Fregattenkapitän Alexei Vostrikov den Befehl, mit dem neuen Atom-U-Boot K-19 den Abschuss einer Rakete aus dem arktischen Eis heraus zu testen und den Vereinigten Staaten damit die Einsatzbereitschaft der sowjetischen Streitkräfte zu demonstrieren. Doch schon beim Bau von K-19 ereignet sich eine Reihe von teils tödlichen Pannen. Die Besatzung setzt sich aus sehr jungen, 20- bis 25-jährigen Matrosen zusammen. Auch schaffen persönliche Konflikte, darunter die Abneigung von Vostrikov gegen seinen Ersten Offizier Polenin, Spannungen an Bord.
Der Raketentest gelingt, aber am 18. Tag auf See geschieht das Unglück. 70 Seemeilen westlich der amerikanischen Funkstation auf der Insel Jan Mayen entsteht ein Leck im primären Kühlkreislauf des zweiten Kernreaktors. Die unkontrollierte Kettenreaktion droht dabei nicht nur K-19 zu zerstören, sondern auch den Reaktor durchbrennen zu lassen, was eine nukleare Katastrophe zur Folge hätte.
Eine provisorische Kühlung des Reaktors gelingt unter schwerster Verstrahlung von sechs Seeleuten. Aufgrund fehlender Strahlenschutzanzüge müssen sie mit einfachen Säureschutzanzügen arbeiten und sind damit einer tödlichen Strahlendosis ausgeliefert. Schließlich gelingt es ihnen, das Kühlungssystem notdürftig zu reparieren und so den Reaktor vor der Kernschmelze zu bewahren. Inzwischen wird das aufgetauchte Boot von einem herbeigeeilten amerikanischen Zerstörer und einem Hubschrauber beobachtet.
Die Reparatur war jedoch nur kurz erfolgreich, denn danach reißt die angebrachte Schweißnaht wieder auf. Diesmal betritt der Reaktoroffizier die Reaktorkammer, um die defekte Schweißnaht nachzubessern. Vostrikov lässt das U-Boot während der Reparatur tauchen, da der Reaktor zu überhitzen droht und eine Kernexplosion das zu Hilfe gekommene amerikanische Schiff ebenfalls zerstören würde, was womöglich den Dritten Weltkrieg zur Folge haben könnte. Dem Reaktoroffizier gelingt es mit letzter Kraft, das Kühlsystem zu reparieren. Anschließend lässt Vostrikov das stark kontaminierte U-Boot wieder auftauchen. Im selben Moment, in dem sich Kapitän Vostrikov entscheidet, die angebotene Hilfe der Amerikaner anzunehmen, seine Mannschaft zu evakuieren und sein U-Boot zu versenken, taucht ein konventionelles sowjetisches U-Boot bei K-19 auf, das die Besatzungsmitglieder aufnimmt und das U-Boot ins Schlepptau nimmt.
Gegen Vostrikov wird wegen der Vorgänge ein Verfahren vor der Militärgerichtsbarkeit eröffnet. Er wird freigesprochen, erhält in der Folge jedoch kein Kommando über ein U-Boot mehr.
28 Jahre später, im Jahr 1989, kommen die Überlebenden unter dem Einfluss des Falls der Berliner Mauer und dem schleichenden Zerfall der Sowjetunion am Jahrestag des Unglücks am Grab ihrer toten Kameraden zusammen, um ihrer zu gedenken.

## Ausstrahlung in Deutschland
In Deutschland lief die Free-TV-Premiere am 29. Oktober 2006 auf RTL. Diese verfolgten in der werberelevanten Zielgruppe 1,77 Mio. bei 12,6 % Marktanteil.

## Auszeichnungen
- Im Jahr 2003 nominierte die Political Film Society (USA) den Film für den PFS Award in zwei Kategorien.[2]

## Kritiken
Der Film erhielt überwiegend gute Kritiken. Rotten Tomatoes zählte 103 positive und 67 negative Rezensionen. Metacritic zählte 17 positive, 16 gemischte und 2 negative Veröffentlichungen. Auf der Seite der Internet Movie Database wurde bei 57.246 Nutzern die gewichtete Durchschnittsnote 6,7 von 10 ermittelt.

„Konventioneller U-Boot-Thriller aus den Zeiten des Kalten Krieges, der mit geradezu grotesken Klischees aufwartet und den Stoff nach altbekannten Konventionen durchdekliniert. Ärgerlich daran ist die undifferenzierte Apologie soldatischer Tugenden und seine Reverenz an die militärische Logik.“

„[…] Aber das Grausigste an dem minimalistischen Katastrophenszenario von Kathryn Bigelow (‚Strange Days‘) ist nicht der Kampf der Soldaten gegen den Strahlentod, sondern die Vorstellung, dass der Beinahe-GAU wahr ist. ‚Ich liebe Intensität‘, sagt die begeisterte Extremsportlerin Bigelow. Und das sieht man ihrem klaustrophobischen Thriller an. Zwar kommt auch ‚K-19‘ um klassische Ingredienzen wie selbstmörderische Tauchfahrten und berstende Schweißnähte nicht herum. Doch die 50-Jährige umschifft gängige Klischees, konzentriert sich auf den Nervenkrieg ihrer Protagonisten und die Todesangst der eingeschlossenen Männer. Fast 30 Jahre lang mussten die Überlebenden des Desasters schweigen. Dass ihnen jetzt ausgerechnet eine Amerikanerin ein Denkmal setzt, ist geradezu ironisch. Beweist aber, dass sich der Kalte Krieg aus den Köpfen verabschiedet hat. Zumindest aus denen der Filmemacher.“

„Zwar erreicht 'K-19: The Widowmaker' nicht ansatzweise die Tiefe von Wolfgang Petersens Genre-Primus 'Das Boot', ist auch nicht ganz so spannend wie John McTiernans 'Jagd auf Roter Oktober', doch trotz kleiner Mängel überzeugt der Film als gut gemachtes, dramatisches Spannungs-Kino: kein Klassiker, aber auch sicher keine verschwendete Zeit.“